# Gare de Drayton Park
La gare de Drayton Park est une gare ferroviaire de seconde importance à Londres (Royaume-Uni).
Elle est située dans le borough londonien d'Islington, quartier de Highbury tout près de l'Emirates Stadium, stade de l'Arsenal Football Club et de Highbury Square.
Le service ferroviaire n'est assuré que du lundi au vendredi par First Capital Connect mais constitue cependant une alternative aux stations de métro Holloway Road et Arsenal pour les personnes travaillant à la City.

## Historique
Cette gare fut autrefois une station du métro de Londres sur la Northern line avant de passer aux mains de National Rail.

## Desserte
- Moorgate (métro de Londres)